# Moshe Yitzchok Gewirtzman
Moshe Yitzchok Gewirtzman (1882 - 1976), fondateur de la dynastie hassidique de Pshevorsk (Pologne), connu comme Reb Itzikel est un Grand-rabbin hassidique, d'origine polonaise, qui après la Seconde Guerre mondiale habite à Paris, en France, de 1949 à 1957, avant de s'établir à Anvers, en Belgique.
Après la Shoah, les dynasties hassidiques qui survivent quittent l'Europe pour s'établir en Israël, aux États-Unis, au Canada, et en Amérique du Sud. La dynastie hassidique de Pshevorsk est unique dans sa détermination de demeurer en Europe, bien que l'on trouve aussi un Beth Hamedrash de Pshevorsk à Williamsburg (Brooklyn), New York.

## Éléments biographiques

### Pologne (1882-)
Moshe Yitzchok Gewirtzman est né le 12 Tevet (5642) 1882 dans un petit village, près de 
Gorlice [Gorlice (en yiddish : גאָרליץ-Gurlitz) situé au Sud-Est de Cracovie et au Sud de Tarnów entre Jasło et Nowy Sącz, voïvodie de Petite-Pologne. Il est le fils du rabbin Naphtali Elimelech Gewirtzman (décédé en 1916) et de la Rebbetzin Hannah Brendel (ou Breindel).
Il descend (cinquième génération) du maître hassidique Elimelekh de Lizhensk.
Sa famille va s'établir à Shinov (Sieniawa, une des villes de la voïvodie des Basses-Carpates, dans le Sud-Est de la Pologne), où son oncle est le Shinover Rebbe,.
Il se marie à Rosh Hodesh Nissan 1899 avec Rachel, la fille du rabbin Yissachar Dov HaKohen Glantz de Sieniawa, connu comme Rav Berele Glantz. Il a 17 ans.

### Pshevorsk ( -1939)
Plus tard, il s'installe à Przeworsk (פּרשעוואָרסק-yiddish Pshevorsk), une des villes de la voïvodie des Basses-Carpates, dans le Sud-Est de la Pologne.
À Pshevorsk, pour le Chabbat et les jours de fête, il reçoit des Hassidim. En 1930, alors qu'il est absent, plus de 50 maisons juives sont détruites par un feu à Pshevorsk, dont sa maison, le Beth Hamedrash des Hassidim, et l'unique imprimerie.
La deuxième Guerre mondiale éclate. À Rosh Hashana (5700) 1939, les nazis entrent dans Pshevorsk, et détruisent la synagogue.

### Exil en Sibérie  (1939-1946)
Le lendemain de Yom Kipour 1939, les juifs sont chassés de Pshevorsk et forcés de trouver refuge en Russie. Reb Itzikel se réfugie à Lemberg, en Galicie, alors sous contrôle soviétique,,.
Durant l'hiver de 1940, la Russie offre à tous les habitants de la Galicie, en Pologne ainsi qu'à tous les réfugiés fuyant l'avance des troupes allemandes d'acquérir la citoyenneté soviétique. Reb Itzikel demande à ses Hassidim de ne pas accepter.
Ceux qui n'ont pas accepté la citoyenneté soviétique sont exilés de force par les soviétiques en Sibérie. Reb Itzikel dit aux Juifs que la date de cette action, "Le 23 Sivan est un jour favorable pour Israël." En effet, la plupart des exilés en Sibérie, malgré le froid, la faim, le travail forcé, survivent à la guerre.
Le gouvernement polonais demande à la Russie de libérer les citoyens polonais.

### Retour en Pologne (1946-1949)
Durant le mois de Iyar 1946, Reb Itzikel entreprend le voyage du retour en Pologne. Le voyage par chemin de fer dure plusieurs semaines. Il s'installe à Breslau, en Silésie. Il n'y a ni Mikvé, ni Beth Hamidrash et Reb Itzikel passe parfois plusieurs semaines à Cracovie, où finalement, il s'établit en Eloul 1947. Il demeure en Pologne jusqu'en 1949, puis va s'installer, à Paris, en France.

### Paris (1949-1957)
De 1949 à 1957, Reb Itzikel habite à Paris, au Pletzl.
Toute sa famille a été assassinée durant la Shoah, dont son fils Yosef Chaim, son gendre le rabbin Chaim Steimetz. De ses trois filles (Miriam Hannah, Beilah, et Alta Bina), seule Alta Bina survit ainsi que son époux, Reb Yankele. Ils suivent Reb Itzekel à Paris.
Ruth Blau (1978) decrit ainsi où vit Reb Itzikel: " [...] la fille [i.e. Alta Bina] du Rebbe m'invita à passer le Shabbat (Chabbat) chez eux. J'acceptai avec joie. Elle m'expliqua, en s'excusant, qu'elle ne pouvait me loger car leur appartement ne comprenait que trois pièces dont deux très petites. Situé au troisième étage d'une très vieille maison de la Rue des Rosiers, et donnant sur cour, il était sombre et sans confort."
Elle continue sa description: "La scène de ce premier vendredi soir chez Reb Itzikel est restée dans ma mémoire. Dans la salle à manger, le Rebbe est assis au bout de la table, vêtu de son bekechi (bekeshe) de brocart du Shabbat et coiffé de son straimel (shtreimel) (calotte de velours noir garnie tout autour de queues de renards). Il est majustueux. Près de lui son gendre (Yaakov Leiser, Reb Yankele) et son petit-fils [Chayim Aryeh Leibish Leiser, le futur Reb Leibish, l'actuel Rebbe de Pshevorsk]. Autour de la table, les invités."
Il séjourne, à Aix-les-Bains, en été, où il a une influence sur la Yechiva d'Aix-les-Bains.

### Anvers (1957-1976)
Le 20 Adar 1957, Reb Itzikel s'installe à Anvers, en Belgique, au Mercatorstraat 56. Il décède à Anvers le jour de Yom Kipour (5737) 1976. Il a 95 ans. Des dizaines de milliers de personnes l'accompagnent à sa dernière demeure. Il est enterré, au cimetière juif de Putte à Putte, aux Pays-Bas, au cimetière Mahzikei Hadat.
Son gendre, Reb Yaakov Leiser (Reb Yankele) (aussi transcrit comme Leizer)(1907-1998) succède (de 1976 à 1998) à Reb Itzikel à la tête de la Dynastie hassidique de Pshevorsk.
Le fils unique de Reb Yankele Chaim Aryeh Leibish, Reb Leibish Leiser (aussi transcrit comme Leizer), qui lui succède en 1998, est l'actuel Rebbe de Pshevorsk.

### Les Pshevorsker Hassidim
Le Rebbe de Pshevorsk habite Anvers, mais on trouve des Pshevorsker Hassidim aussi à Londres et à Manchester, en Angleterre, à Williamsburg (Brooklyn), New York et en Israël.